# Lejeunea alata
Lejeunea alata là một loài Rêu trong họ Lejeuneaceae. Loài này được Gottsche mô tả khoa học đầu tiên năm 1845.